# Beetlebum
«Beetlebum» es una canción de la banda británica de rock alternativo Blur. Fue lanzado el 20 de enero de 1997 como el sencillo principal del quinto álbum homónimo de la banda, Blur (1997). Escrita sobre las experiencias del líder de Blur Damon Albarn con la heroína, la canción presenta música influenciada por The Beatles y un estado de ánimo que Albarn describió como «somnoliento» y «sexy». A pesar de los temores de la naturaleza poco comercial de la canción, el sencillo debutó en el número uno en la lista de UK Singles Chart, convirtiéndose en la segunda pista de Blur en alcanzar la cima de las listas. Desde entonces ha aparecido en varias compilaciones de Blur.

## Trasfondo

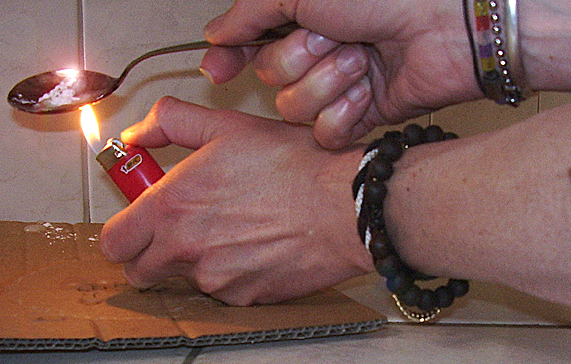
La canción habla sobre la heroína, droga que el vocalista principal Damon Albarn ha consumido con su entonces novia y exvocalista de la banda Elastica Justine Frischmann.

«Beetlebum» se inspiró en la heroína y las experiencias con las drogas que Damon Albarn tuvo con su entonces novia, Justine Frischmann de la banda Elastica. Albarn reflexionó: «Todo ese período de la vida de mucha gente estuvo bastante enturbiado por la heroína para mucha gente. Y es algo así como en ese lugar. Y muchas cosas estaban en ese momento». Ha declarado en una entrevista con MTV que la canción describe una emoción complicada, una especie de «sueño» y una especie de «sexy».
Rolling Stone plantea la hipótesis de que el título de la canción es una referencia a la frase «chasing the beetle», vinculando aún más la canción a la experimentación de Albarn con las drogas. Albarn comentó: «No estoy seguro de qué es un Beetlebum. Es solo una palabra que canté cuando me escuché la canción. Les pregunté a los demás si debería cambiarla, pero dijeron que no. Si se sentía bien, decidimos que no lo arreglaríamos como lo hemos hecho en el pasado. Básicamente se trata de drogas».
El bajista Alex James explicó sobre la canción: «Creo que "Beetlebum" es representativo del hecho de que a medida que la banda envejecía, las canciones se volvían más simples. Ahora podemos tocarlas con mucho más sentimiento». La canción ha sido descrita como un «tributo a Beatles» por varias publicaciones; Stephen Thomas Erlewine de AllMusic escribió que la canción «[corrió] a través del White Album en el espacio de cinco minutos».

## Lanzamiento
Debido a sus diferencias estilísticas con los sencillos anteriores de Blur, se esperaba que «Beetlebum» fuera una decepción comercial. Como recuerda James: «Cuando lo dimos a conocer por primera vez, "Beetlebum" fue percibido como un suicidio comercial». A pesar de estos temores, «Beetlebum» fue un éxito en las listas del Reino Unido, convirtiéndose en el segundo sencillo número uno de la banda (después de «Country House»). El sencillo también alcanzó los diez primeros en varios países europeos, así como el número 13 en Canadá.
Además de su lanzamiento en Blur, la canción ha aparecido en compilaciones como Blur: The Best Of y Midlife: A Beginner's Guide to Blur. Fue remezclado por Moby para el álbum de remezclas Bustin' + Dronin'.

## Video musical
El video musical de «Beetlebum» fue dirigido por Sophie Muller. El video deprimente combina una interpretación de la canción en una habitación de un edificio alto con alejamientos generados por computadora del set que muestra la Tierra en el centro de patrones caleidoscópicos. El cigarro de Alex James y la lata de Coca-Cola de Dave Rowntree están censurados. El video concluye con la cámara alejándose de la habitación para mostrar una toma del río Támesis y el horizonte de Londres. En 2022, para celebrar el 25 aniversario del álbum homónimo de la banda, el video se remasterizó a 4K, donde quitaron la censura del cigarro y la lata de Coca-Cola.

## Lista de canciones
Toda la música fue compuesta por Damon Albarn, Graham Coxon, Alex James y Dave Rowntree. Todas las letras fueron escritas por Albarn.
| CD 1 (Reino Unido) 1. «Beetlebum» 2. «All Your Life» 3. «A Spell (For Money)» CD 2 (Reino Unido) 1. «Beetlebum» 2. «Beetlebum» (Mario Caldato Jr. mix) 3. «Woodpigeon Song» 4. «Dancehall» | 7" (Reino Unido) 1. «Beetlebum» 2. «Woodpigeon Song» CD (Japón) 1. «Beetlebum» 2. «All Your Life» 3. «Woodpigeon Song» 4. «A Spell (For Money)» |  |

## Personal
- Damon Albarn -  voz principal, sintetizadores, guitarra acústica
- Graham Coxon - guitarra eléctrica, coros
- Alex James - bajo
- Dave Rowntree - batería

## Posicionamiento en listas y certificaciones
| Lista (1997)                           | Máxima posición |
| -------------------------------------- | --------------- |
| Alemania (Offizielle Deutsche Charts)  | 85              |
| Australia (ARIA)                       | 35              |
| Escocia (Scottish Singles Sales Chart) | 1               |
| España (AFYVE)                         | 2               |
| Europa (Eurochart Hot 100)             | 9               |
| Finlandia (OFC)                        | 3               |
| Islandia (Íslenski Listinn Topp 40)    | 2               |
| Irlanda (IRMA)                         | 8               |
| Nueva Zelanda (Recorded Music NZ)      | 34              |
| Países Bajos (Mega Single Top 100)     | 87              |
| Reino Unido (UK Singles Chart)         | 1               |
| Suecia (Sverigetopplistan)             | 39              |

| Lista (1997)                        | Posición |
| ----------------------------------- | -------- |
| Islandia (Íslenski Listinn Topp 40) | 26       |
| Reino Unido (UK Singles)            | 61       |

| Región                                                     | Certificación | Ventas   |
| ---------------------------------------------------------- | ------------- | -------- |
| Reino Unido (BPI)                                          | Plata         | 200,000^ |
| ^ Cifras de envíos basadas únicamente en la certificación. |               |          |